# 中島由貴・武田羅梨沙多胡のかわいいラジオ
『中島由貴・武田羅梨沙多胡のかわいいラジオ』（なかしまゆき・たけだらりさたごのかわいいらじお）は、2018年4月10日よりFRESH!響チャンネルで配信されていたインターネットラジオ番組。後にニコニコ動画 響ラジオチャンネルでの配信を経て、2021年1月5日より単独チャンネル化された。

## 番組概要
まだ友達とも言えない2人の声優（中島由貴・武田羅梨沙多胡）が、共にかわいい番組を目指すことで友情を深め、互いの実家の墓参りをするくらい仲が良くなることを目標に徐々に心の距離を詰めていく番組。
第5回アニラジアワード（2018年度）にて、この回より開設された「BEST CUTE RADIO かわいいラジオ賞」を受賞。

## 配信時間
ニコニコ動画 中島由貴・武田羅梨沙多胡のかわいいラジオにて隔週火曜日、無料版は21:30、有料版は22:00より配信。無料版は更新翌日23:59まで視聴可能。有料版はチャンネル会員向けのアフタートークもあわせて視聴可能。響ラジオステーションにて、チャンネルでの配信翌週に、無料版の音声のみディレイ配信される。2020年6月より、毎週配信から隔週配信へ変更となった。

## コーナー
番組内の各コーナーを紹介する。
♡ふつおた♡
リスナーからのメッセージを紹介するコーナー。
教えてワンダーランド！
相手に自分のことをより知ってもらうために、お互いに自分の好きなものをプレゼンするコーナー。
1分間のアピールタイムの後、どれくらい興味を持てたかを点数で発表する。
教えろ！ワンダーランド
パーソナリティの2人に、“より”リスナーを知ってもらうために、リスナーから2人に紹介したいものを送ってもらうコーナー。
ラヴィラヴィバトルモード
お互いの友情を深めるために、中島と武田が対決するコーナー。
シュガシュガ恋愛相談！
リスナーからの恋愛相談に乗るコーナー。
教えて！百合営業
リスナーが投稿した百合の掛け合いを、2人で演じるコーナー。
Kawaiiメーカー
番組発の何かを作っていくコーナー。
過去には番組ロゴやキャラクターが作られている。
キュルキュルペアBOX
パーソナリティの2人にそれぞれ別のキャラ設定を乗せて喋った場合、新しいかわラジの形が見えてくるのかを試すコーナー。
リスナーからは演じてほしいキャラ設定を送ってもらう。
スイート夢占い！
チャンネル会員限定のコーナー。
リスナーが、番組から発表されたお題の夢を見た後に起こったことを投稿し、それをもとに2人が番組独自の夢占いを完成させるコーナー。
第25回放送をもって終了した。
スイート心理テスト！
チャンネル会員限定のコーナー。
2人が心理テストを行い、お互いをより知っていくためのコーナー。
第26回放送からスタート。